# Liste der Monuments historiques in Neugartheim-Ittlenheim
Die Liste der Monuments historiques in Neugartheim-Ittlenheim führt die Monuments historiques in der französischen Gemeinde Neugartheim-Ittlenheim auf.

## Liste der Bauwerke
| Bezeichnung      | Beschreibung                                                  | Standort                          | Kennzeichnung | Schutzstatus | Datum | Bild           |
| ---------------- | ------------------------------------------------------------- | --------------------------------- | ------------- | ------------ | ----- | -------------- |
| Burg Kochersberg | abgegangene Turmhügelburg des 13. Jahrhunderts, 1592 zerstört | nordwestlich von Neugarten (Lage) | PA00085271    | Classé       | 1989  | weitere Bilder |

## Liste der Objekte
| Bezeichnung                                         | Beschreibung                                                                       | Standort                                | Kennzeichnung | Schutzstatus | Datum | Bild |
| --------------------------------------------------- | ---------------------------------------------------------------------------------- | --------------------------------------- | ------------- | ------------ | ----- | ---- |
| Zwei Seitenaltäre                                   | jeweils Altartisch und Retabel; Holz, farbig gefasst, um 1785; vermutlich zerstört | Neugarten, in der Kirche St-Rémi (Lage) | PM67001681    | Inscrit      | 1976  |      |
| Tabernakel                                          | Sandstein, 15. Jahrhundert                                                         | Neugarten, in der Kirche St-Rémi (Lage) | PM67001294    | Inscrit      | 1974  |      |
| Wappenstein                                         | Sandstein, bezeichnet 1477                                                         | Neugarten, in der Kirche St-Rémi (Lage) | PM67001295    | Inscrit      | 1974  |      |
| Gemälde Taufe Chlodwigs durch den heiligen Remigius | Ölfarbe auf Leinwand, um 1800                                                      | Neugarten, in der Kirche St-Rémi (Lage) | PM67001682    | Inscrit      | 1976  |      |